# Sudetenland

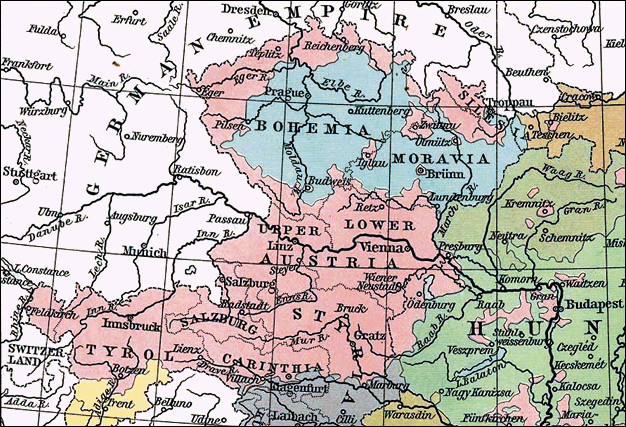
Etniciteit in westelijk Oostenrijk-Hongarije in 1911
Tsjechisch
Duits
Slowaaks
Pools
Hongaars

Sudetenland (Tsjechisch en Slowaaks: Sudety; Pools: Kraj Sudetów), vernoemd naar het Sudetengebergte, is een overwegend na 1918 gebruikte benaming voor een regio in het huidige Tsjechië - toentertijd Tsjecho-Slowakije - waar zich sinds de middeleeuwen Duitstaligen hadden gevestigd. Men ging deze groep Sudeten-Duitsers noemen. Deze benaming had een geo-politieke achtergrond. Het in 1878 opgerichte Duitse Rijk wilde zo grondgebieden die buiten hun heerschappij vielen, verduitsen of germaniseren, om er invloed te krijgen, of als rechtvaardiging om er later militair binnen te kunnen trekken.
In het gebied liggen onder andere de steden Cheb  of Eger, Karlovy Vary of Karlsbad, České Budějovice  of Budweis, Mariánské Lázně  of Mariënbad, Ústí nad Labem of Aussig an der Elbe, en Liberec of  Reichenberg. Zie verder de lijst van Duitse namen van plaatsen in Tsjechië.

## Uiteenvallen van Oostenrijk-Hongarije
Vanaf de 15e eeuw tot 1918 maakte het gebied achtereenvolgens deel uit van Oostenrijk en de Oostenrijks-Hongaarse dubbelmonarchie, een veelvolkerenstaat waartoe onder andere Duitsers, Hongaren, Tsjechen, Slowaken, Polen, Kroaten en Roemenen behoorden. Na het uiteenvallen van de dubbelmonarchie Oostenrijk-Hongarije werd het deze volkeren toegestaan om staten naar min of meer etnische grenzen te vormen. Soms werden grote aantallen mensen, behorende tot een ander volk dan het staatsvolk, bij zo'n nieuwe nationale staat inbegrepen, waarin zij vervolgens een nationale minderheid vormden. Dit gold vooral voor Duitstalige Oostenrijkers en Hongaren.
Het verdrag van Saint-Germain van 10 september 1919, was een van de verdragen die werden gesloten tussen de overwinnaars en de verliezers van de Eerste Wereldoorlog, met daarin de vredesvoorwaarden. In dit verdrag werden zowel het Tsjechisch- als het Duitstalige gebied van de twee kroonlanden, Bohemen en Moravië, bij de nieuwe republiek Tsjecho-Slowakije gevoegd. De Duitstaligen maakten hierin een minderheid uit van circa drie miljoen mensen.
Duitstalige Oostenrijkers riepen op 21 oktober 1918 de republiek Duits-Oostenrijk uit. Hiervan wilden ook Duitstalige gebieden in de Habsburgse kroonlanden Bohemen, Moravië en Zuid-Tirol deel uitmaken. Tsjecho-Slowakije verklaarde zich op 28 oktober 1918 onafhankelijk, en om te voorkomen dat de Duitstaligen in de genoemde twee kroonlanden zich zouden aansluiten bij Duitsland of Oostenrijk, bezetten Tsjechische nationale milities in november 1918 deze Duitstalige gebieden. Toen de Duitstaligen in de kroonlanden Bohemen en Moravië stemlokalen inrichtten voor de eerste naoorlogse Oostenrijkse verkiezingen, werden deze met geweld door de Tsjechische milities gesloten, en protest daartegen werd gewelddadig onderdrukt ten koste van tientallen doden. Een voorstel om een deel - het Egerland - van het Sudetenland dat als extreem nationaal-Duits gezind bekend stond, af te scheiden en aan Duitsland toe te wijzen, opdat de kracht van het verzet zou afnemen, werd uiteindelijk niet in het vredesverdrag opgenomen.
Deze zogenaamde etnische of Volksduitsers, in dit artikel Sudeten-Duitsers genoemd, verloren hun minderheidstaalrechten in het Tsjechische taalgebied, maar behielden dit in hun eigen taalgebied. Ze moesten daar wel, door de toenemende instroom van Tsjechen, steeds meer ruimte bieden aan het gebruik van het Tsjechisch. De toename van het aantal Tsjechen in Sudeten-Duits gebied kwam door de instroom van ambtenaren en militairen, maar ook door de vestiging van boeren op voormalig, door de staat onteigend, Duits grootgrondbezit. De Tsjechen kregen eigen Tsjechische scholen toegewezen. Veel voorheen uitsluitend Duitstalige gemeenten kregen nu een tweetalig statuut, en  veel eentalig-Duitssprekende ambtenaren moesten hun plaats aan tweetalige Tsjechen afstaan. Het aanvankelijke aantal van 82.000 Tsjechen in het Sudetenland, nam tot 1935 toe met 237.000.
De economische crisis van 1930 trof de regio Sudetenland onevenredig hard, door haar hoge graad van industrialisatie. Bij de inkrimping en sluiting van bedrijven werden verhoudingsgewijs ongeveer tweemaal zoveel Duitsers als Tsjechen door werkloosheid getroffen. De oorlogsindustrie in nazi-Duitsland bood daarentegen na 1933 aan Sudeten-Duitse vakmensen volop werk. Velen van hen werden grensarbeider en werden in Duitsland het doel van nazistische propaganda. Dit legde een basis voor de opkomst van de Sudeten-Duitse Partij (SdP) onder Konrad Henlein, die eerst steun zocht bij de NSDAP in Duitsland en vervolgens aansluiting bij Duitsland nastreefde. De Sudeten-Duitse christendemocratische, sociaaldemocratische en boerenpartijen waren begonnen om zich coöperatief op te stellen in het Tsjechische landsbestuur, maar de economische crisis verlamde hun opstelling en gaf voedsel aan het Duits-nationalistisch radicalisme van Henlein. In 1936 vonden in Tsjechië de laatste vrije verkiezingen plaats, die overigens door agressieve propaganda sterk werden beïnvloed. De SdP haalde twee derde van de uitgebrachte stemmen in de Sudeten-Duitse districten.

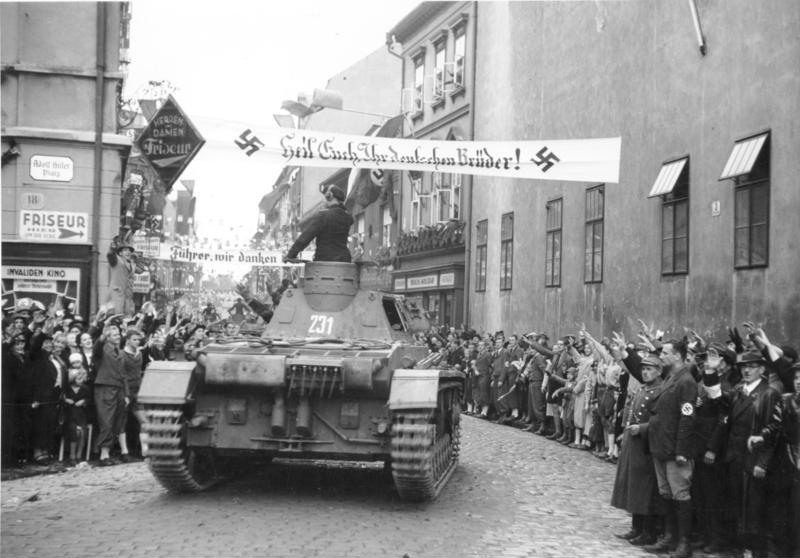
De Wehrmacht verwelkomd door etnische Duitsers in Komotau (Chomutov).

## Tweede Wereldoorlog
De fascistische dictator Adolf Hitler had deze regio al lang in het vizier, binnen zijn geo-politieke strategie "Heim ins Reich". Na het bewerkstelligen van de Anschluss van Oostenrijk in 1938, was de regio Sudetenland voor hem een tweede testcase om de weerstand van de Europese grote mogendheden te beproeven. Op de Conferentie van München in 1938, waar Europese leiders de toekomst van Europa bespraken, kondigde Adolf Hitler zijn annexatie van Tsjechoslowakije aan. Bovendien sloot Hitler met Josef Stalin het Molotov-Ribbentroppact, een niet-aanvalsverdrag, met daaraan toegevoegd een programma voor de etnische schoonmaak van gebieden die mogelijk onder controle van de Sovjet-Unie zouden komen.
Militair-economisch was het gebied voor Duitsland van groot belang,  door zijn mijnen met belangrijke delfstoffen voor de oorlogsproductie. De Tsjechische provincies vormden een grote enclave die aan drie zijden was omgeven door Duitsland en Oostenrijk. Zij waren al in de Oostenrijkse tijd industrieel sterk ontwikkeld en beschikten nu ook over een modern leger, maar dat had zijn verdedigingslinie aan de staatsgrenzen geïnstalleerd - dus juist in het Sudetenland. De industrie in het Sudetenland sloot aan bij die van Duitsland en kon de Duitse herbewapening goed dienen. Mogelijk was ook het voorkomen van de grondstof uranium van betekenis. De tegenstellingen liepen steeds hoger op en werden vanuit Duitsland met geld en knokploegen aangewakkerd.

Wapen van de Reichsgau Sudetenland

Nadat de situatie door de Tsjechoslowaakse autoriteiten niet meer te beheersen bleek, werd op de Conferentie van München in onderhandeling tussen het Verenigd Koninkrijk, Frankrijk en het Koninkrijk Italië met Hitler toegestaan om met ingang van 10 oktober 1938 die delen van Bohemen en Moravië in bezit te nemen waar de meerderheid van de bevolking uit Duitsers bestond; zulks in ruil voor vredesgaranties. Voor de Volkenbond was de annexatie van het Sudetenland toelaatbaar vanwege het in 1919 bij het Verdrag van Versailles aanvaarde politieke beginsel, dat volkeren het recht hebben een eigen staat op te richten, na de Tweede Wereldoorlog ontwikkeld tot het grondrecht van zelfbeschikking van volken. Het Sudetenland werd voor 95% door van oorsprong etnische Duitsers bewoond.
De geannexeerde gebieden telden 3.630.000 inwoners waarvan 2.900.000 Duitstalig waren en de overigen Tsjechisch- of tweetalig. Antifascisten, Joden en Tsjechen vluchtten naar het voorlopig nog zelfstandige Tsjechië. Wie bleef, en daaronder bevonden zich ook vele tweetaligen, moest het Duitse staatsburgerschap aannemen. De noordelijke en westelijke delen van Sudetenland met 2.940.000 inwoners werden als een aparte Reichsgau geïnstalleerd, terwijl de zuidelijke delen bij de Reichsgau Niederösterreich werden gevoegd. Slowakije mocht zich in maart 1939 afscheiden en de Eerste Slowaakse Republiek tot soevereine staat uitroepen, hoewel het feitelijk een Duitse satellietstaat was. Tegelijkertijd scheidde Karpato-Oekraïne zich onder Hongaarse regie af. Vervolgens werd het restant van Tsjechië door Duitsland bezet en ingericht als het Protectoraat Bohemen en Moravië. Tsjechen die geen Duits staatsburger wilden worden, moesten Sudetenland na de annexatie verlaten. Veel tweetaligen, vaak ook degenen met Duitse en Tsjechische ouders, bleven maar moesten zich invoegen in het Duitse staatsburgerschap. Het Duitse gezag in het Protectoraat benoemde veel van zijn bezettingsambtenaren uit deze kring van tweetaligen.

## Na de Tweede Wereldoorlog

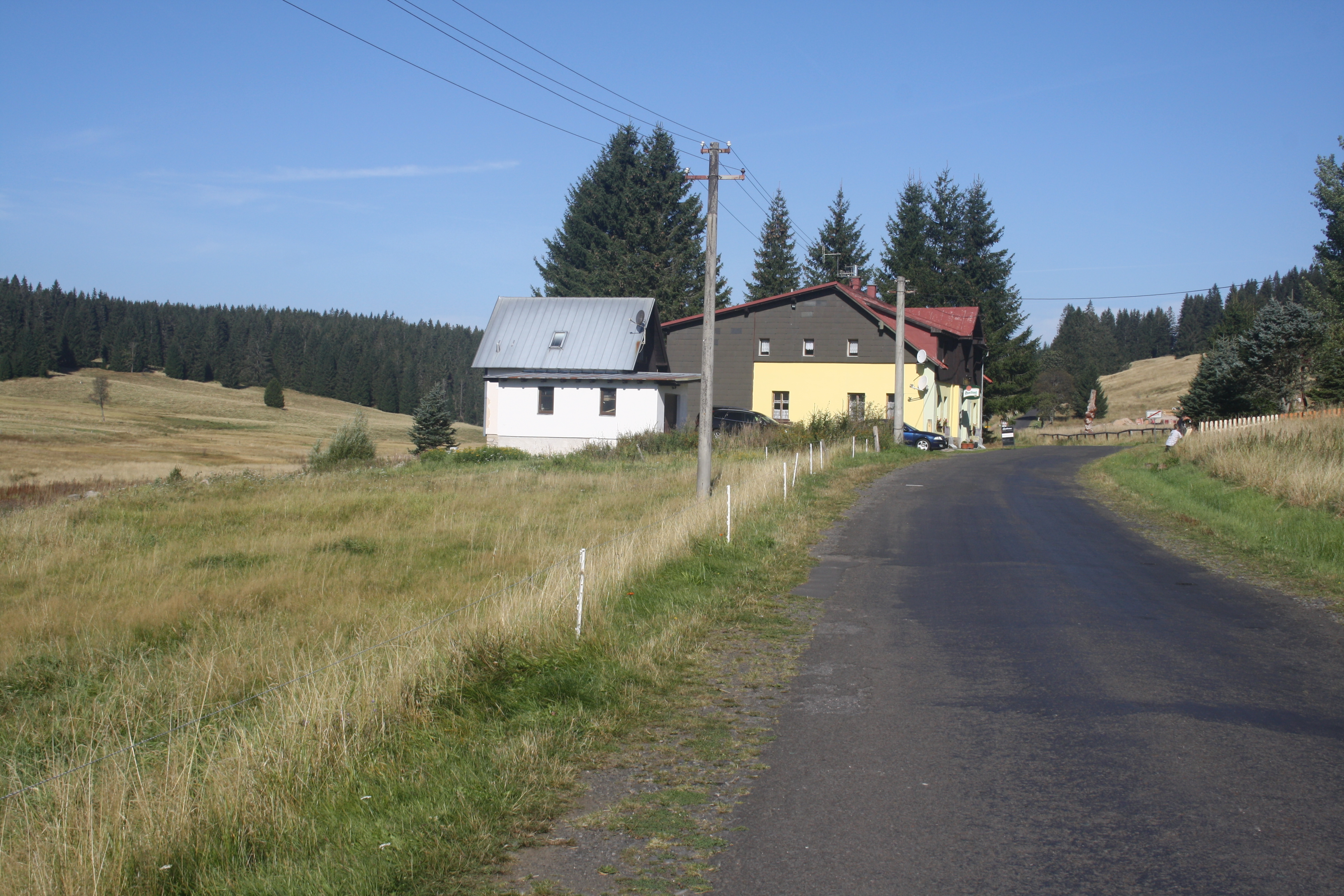
Restaurant in Jéleni waar verder slechts enkele huizen staan

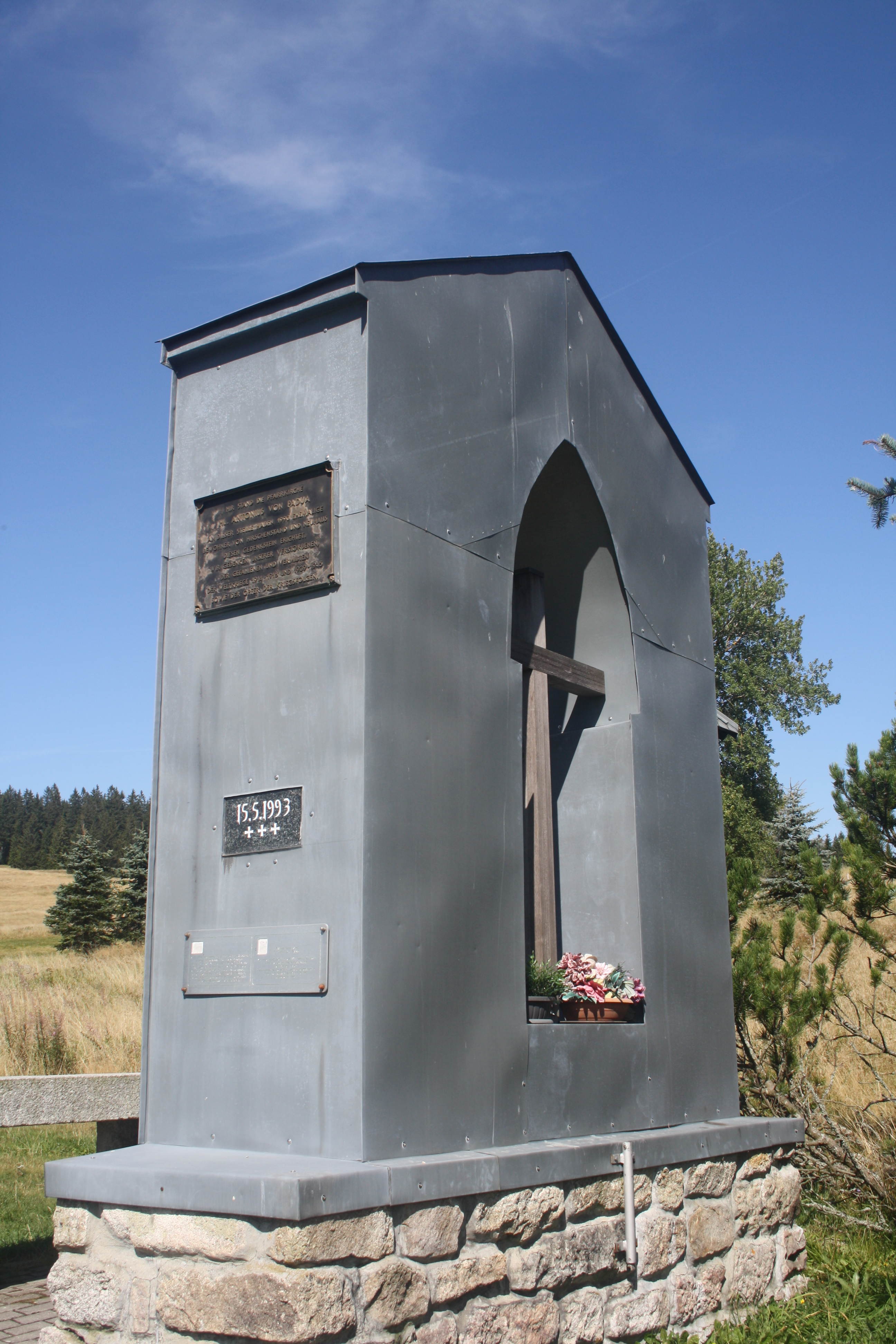
Monument ter herinnering aan voormalig Duits dorp Hirschenstand, thans Jéleni, in Noord-Tsjechië

Na de Tweede Wereldoorlog werden op basis van tussen de geallieerden en Duitsland gemaakte afspraken, bijna drie miljoen Sudetenduitsers uit hun woonplaatsen verdreven, voor zover ze nog niet gevlucht waren. Tsjechische milities gebruikten dodelijk geweld op grote schaal, zoals in Aussig an der Elbe en in Brünn, en bij massa-executies binnen gevangenissen en interneringskampen. Volgens de Beneš-decreten werden de Duitsers van hun staatsburgerschap ontheven verklaard, van hun bezit onteigend en uitgewezen. Etnische Tsjechen konden vervolgens de achtergelaten grond, fabrieken, winkels en huizen, en de achter te laten inventarissen in bezit nemen. Dit kwam er vaak op neer dat zij alleen leeggeroofd werden. Omdat er te weinig Tsjechische kolonisten gemobiliseerd konden worden, werden onder druk ook grote aantallen Roma uit Slowakije naar het Sudetenland gestuurd. Alleen Sudetenduitsers die zich aantoonbaar tegen de nazi-autoriteiten hadden verzet mochten blijven. Uiteindelijk werden vrijwel alle Duitsers verdreven die geen lidmaatschap van de communistische partij tijdens de oorlogsjaren konden aantonen. Zelfs Joden die uit de kampen of als vluchtelingen terugkwamen, werden vanwege hun Duitstaligheid onteigend en van hun staatsburgerschap vervallen verklaard, hoewel onder internationale druk daarop teruggekomen moest worden. Ook de Hongaarse minderheid in Slowakije viel onder deze bepalingen, hoewel ze ten aanzien van deze Hongaren onder druk van de Sovjet-Unie, die geen chaos in Hongarije wilde laten ontstaan, slechts ten dele werden uitgevoerd. Voor de aantallen slachtoffers, zie etnische zuiveringen.
Het Sudetenland bleef nog vele jaren onderbevolkt en enkele tientallen dorpen en ook enkele stadjes werden opgeheven en afgebroken. Marginale landbouwgronden werden grootschalig bebost.Tegenwoordig herinneren de Duits en Oostenrijks aandoende stadscentra in Tsjechië en het gebruik van Sudetenduitse plaatsnamen op richtingaanwijzers in de Duitse en Oostenrijkse grensgebieden nog aan de Duitstalige geschiedenis van het Sudetenland.
De meeste Sudeten-Duitsers kwamen in Beieren en Saksen terecht. Zij vestigden zich vaak in eigen wijken en zetten daar hun economische bedrijvigheid voort. Typisch 'Boheemse' industriële producten werden voortaan vanuit Beieren op de markt gebracht. Ook in Tsjechië werden zulke producten na 1945 gemaakt - in de oorspronkelijke fabrieken en niet zelden onder de oude naam - maar hun kwaliteit kon de concurrentie, althans in het westen, niet aan.
In het begin van de 21e eeuw speelde de Sudetenduitse kwestie nog een rol bij de ondertekening van het Verdrag van Lissabon. De Tsjechische Republiek weigerde de paragrafen betreffende mensenrechtenschendingen te ondertekenen. Tsjechië wilde geen verantwoordelijkheid nemen voor misdaden van vóór de ondertekeningsdatum, vanuit de vrees voor claims door (nabestaanden van) verdreven Sudetenduitsers op de teruggave van hun onteigend onroerend goed.

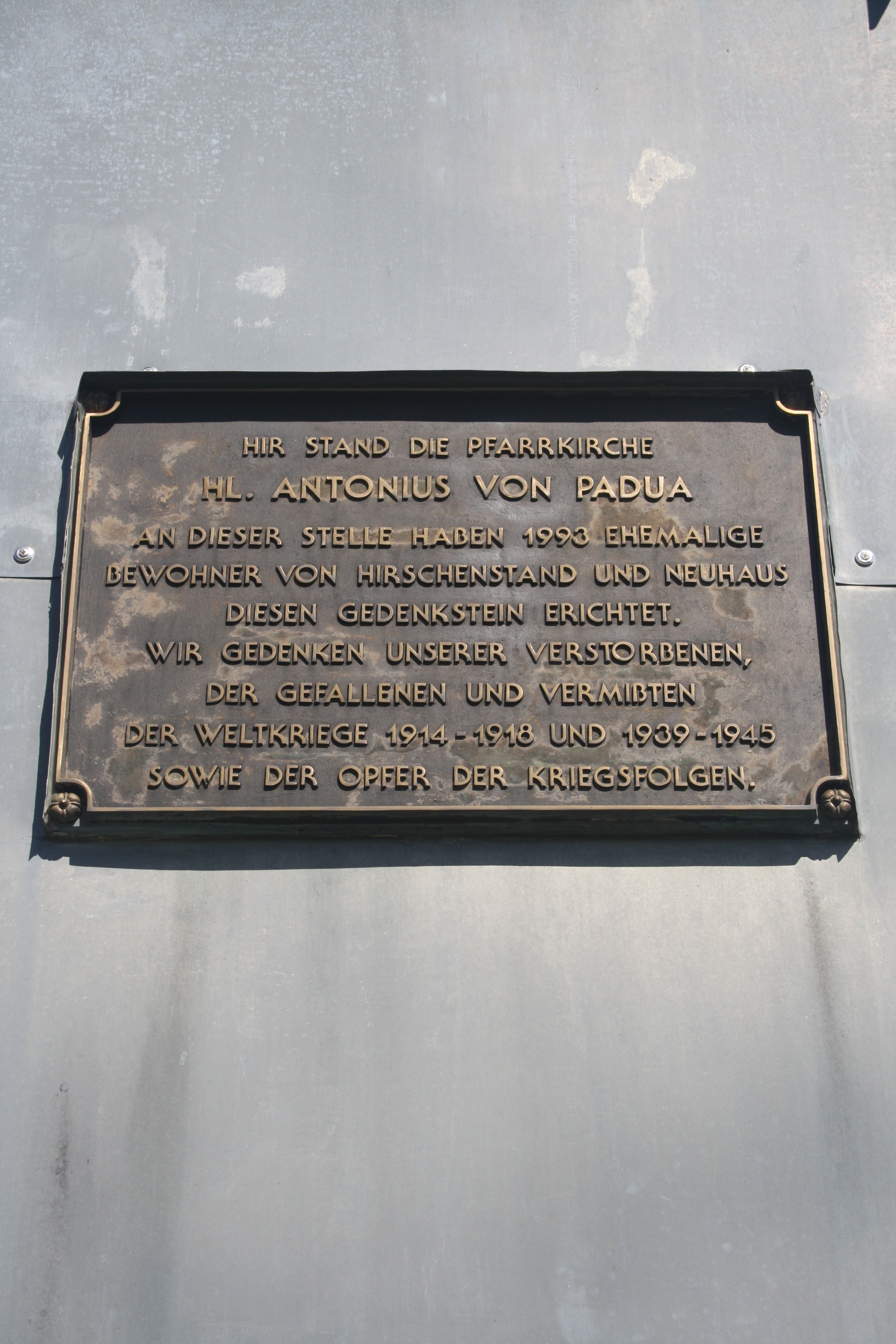
Tekst op monument, Jéleni
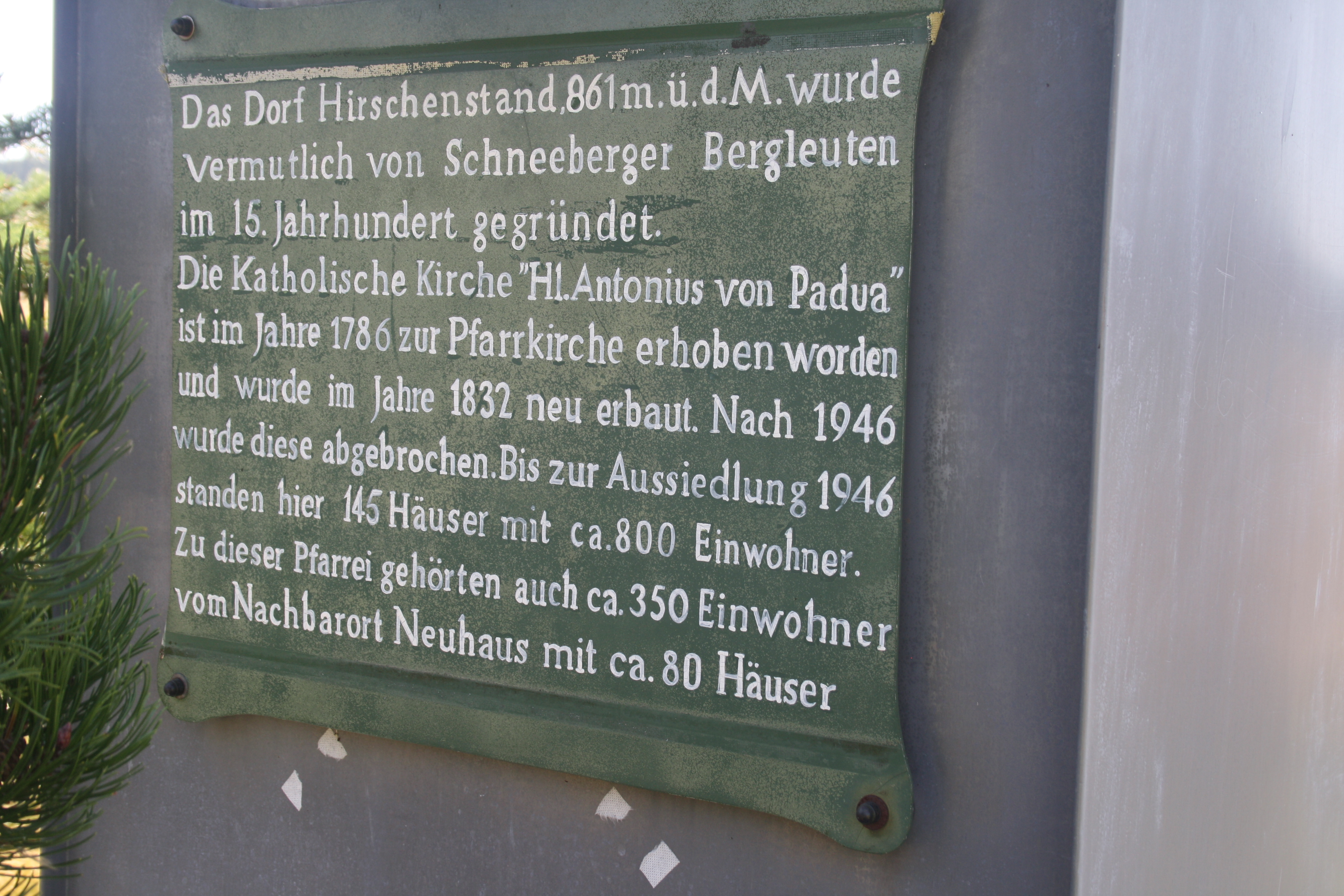
Tekst op andere zijde monument
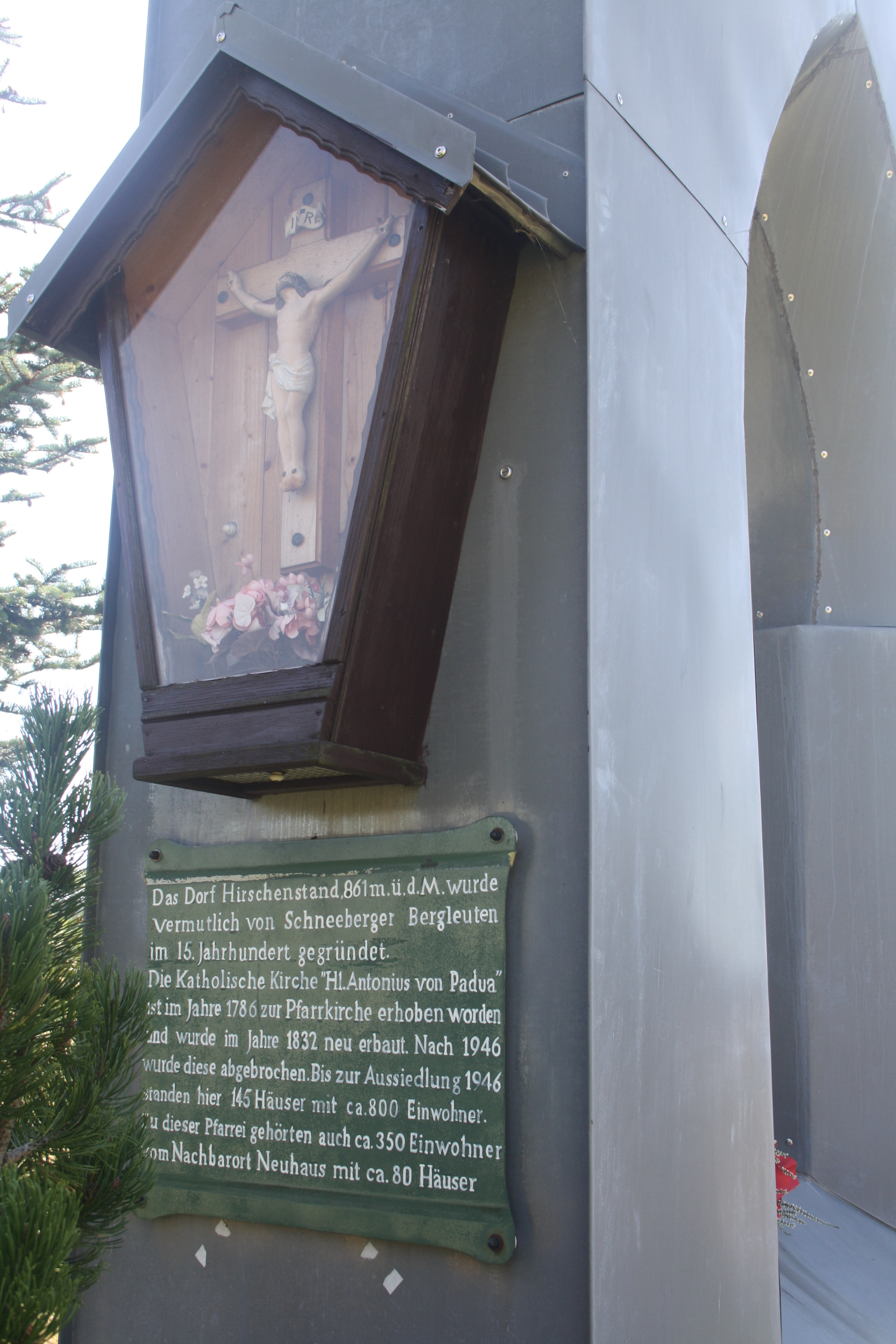